# Ábrahám Bogdán
Ábrahám Adeodát / románul: Bogdán (Harangláb, 1815. július 1. – Gyergyószentmiklós, 1871) erdélyi örmény származású orvos, sebész.

## Életpályája
Az erdélyi örmény Ábrahám család (korábbi nevén: Tákeszián) leszármazottja.
Pesten és Bécsben tanult; 1841-ben szerzett orvosi diplomát, ezt követően a bécsi közkórházban dolgozott. 1846. január 31-én kinevezték a kolozsvári Orvos-Sebészi Tanintézetben a gyakorlati sebészet rendes tanárának. Néhány hónappal a narkózis bostoni bemutatása után már a gyakorlatban alkalmazta az eljárást.
Mivel részt vett az 1848–49-es forradalom és szabadságharcban, 1849-ben felfüggesztették állásából. 1851. november 3-án lemondott állásáról, és utána Gyergyószentmiklóson működött. 1865-ben öngyilkosságot kísérelt meg.

## Munkái
Értekezései megjelentek a Természetbarátban (Aetherrelli kísérlet és jószándékú kérelem, 1847. 39. sz.) és az Ipar- és Természetbarátban. (A kolozsvári kórház ügyében, 1848. 26–27. sz.)
Munkája: Dissertatio inaug. medica sistens nevroses oculorum. Viennae, 1841.